# 转山 (电影)
《转山》是2011年上映的一部中国电影作品，改编自谢旺霖的同名散文。由杜家毅执导，张书豪、李晓川和李桃主演。该片获得第24届东京电影节竞赛单元最优秀艺术贡献奖，成为本届东京电影节上唯一有所斩获的华语片。

## 剧情
讲述台湾男孩书豪崇拜的哥哥在单身骑行去拉萨的途中不幸遇难，于是书豪决定不顾家人和朋友的质疑，决定完成哥哥未竟的旅程的故事。经过一个月时间的艰苦骑行，他从云南丽江出发最终抵达西藏拉萨。

## 演員
- 张书豪
- 李晓川
- 李桃
- 鈕承澤
- 唐治平
- 張少懷